# Ziegenkopf (Harz)
Der Ziegenkopf ist eine 406,1 m ü. NHN hohe Erhebung bei Blankenburg im Harz im Landkreis Harz, Sachsen-Anhalt, Deutschland.

## Geographische Lage
Der Ziegenkopf liegt knapp 1 km südwestlich von Blankenburg bzw. etwa 200 m südlich der nach Hüttenrode führenden Bundesstraße 27, von der man auf 400,7 m ü. NHN auf einen zum Ziegenkopf führenden Fahrweg abbiegt.

## Weblinks

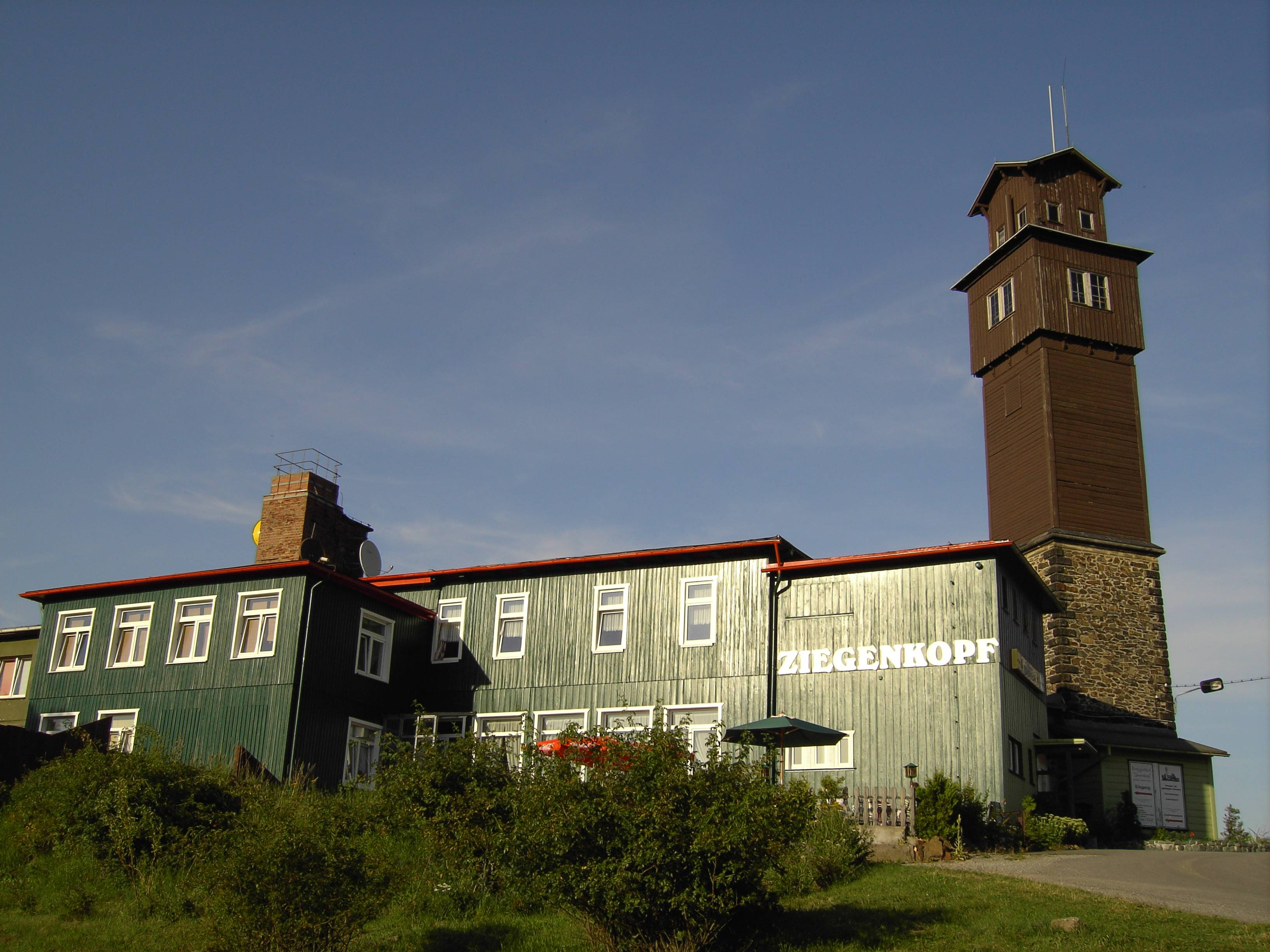
Aussichtsturm Ziegenkopfturm und Gasthof Ziegenkopf auf dem Ziegenkopf

## Ziegenkopfturm
Vor über 100 Jahren wurde auf der Bergkuppe des Ziegenkopfs der steinerne und im oberen Teil mit Holz verkleidete Aussichtsturm Ziegenkopfturm mit 30 m Höhe errichtet, der eine gute Rundumsicht bis hin zum Brocken bietet. Direkt an den Turm angegliedert ist der Berggasthof Ziegenkopf, der in der DDR als Kultur- und Gästehaus "Glückauf" genutzt wurde.